# 湊コミュニティ水路

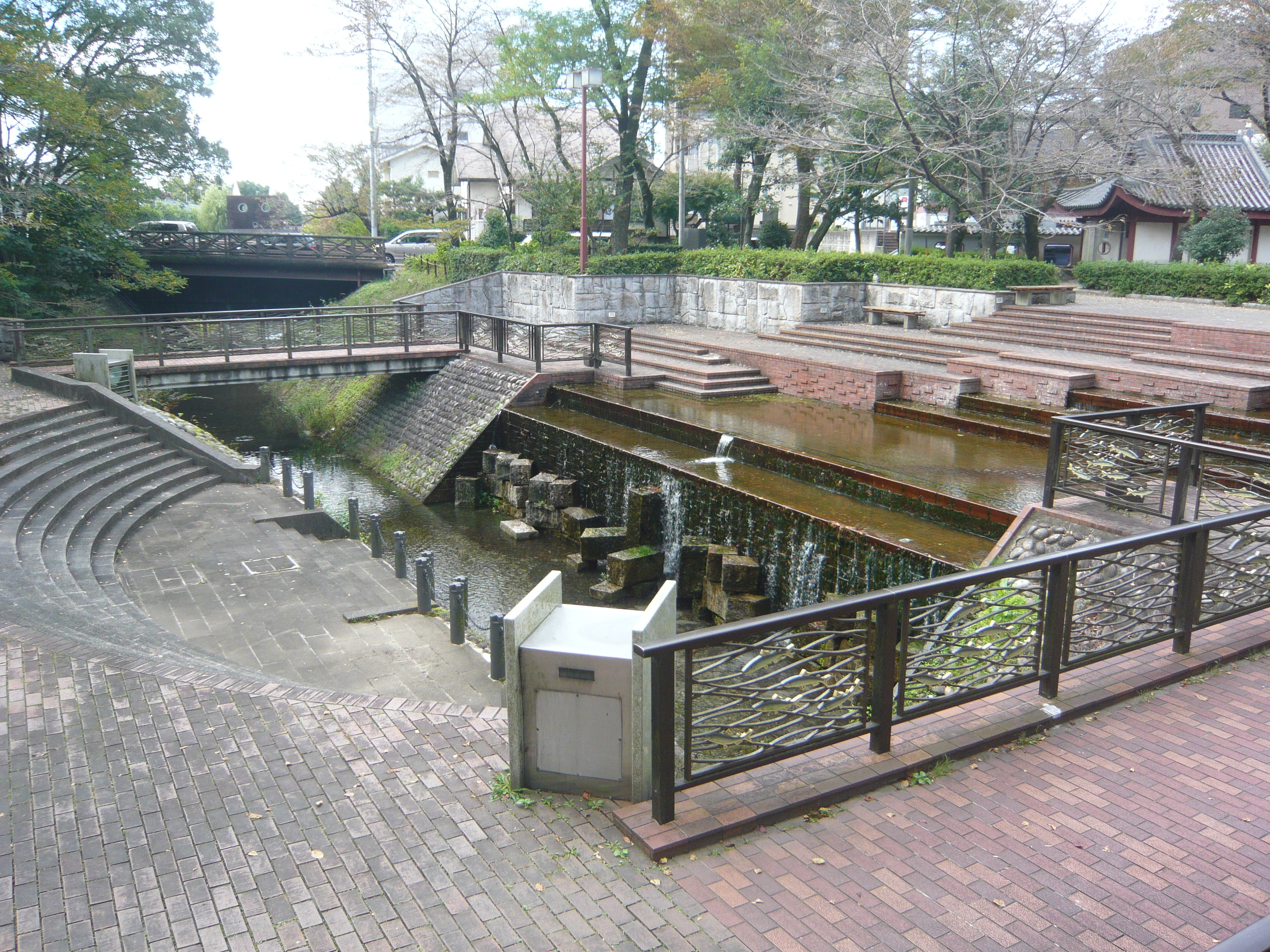
湊コミュニティ水路

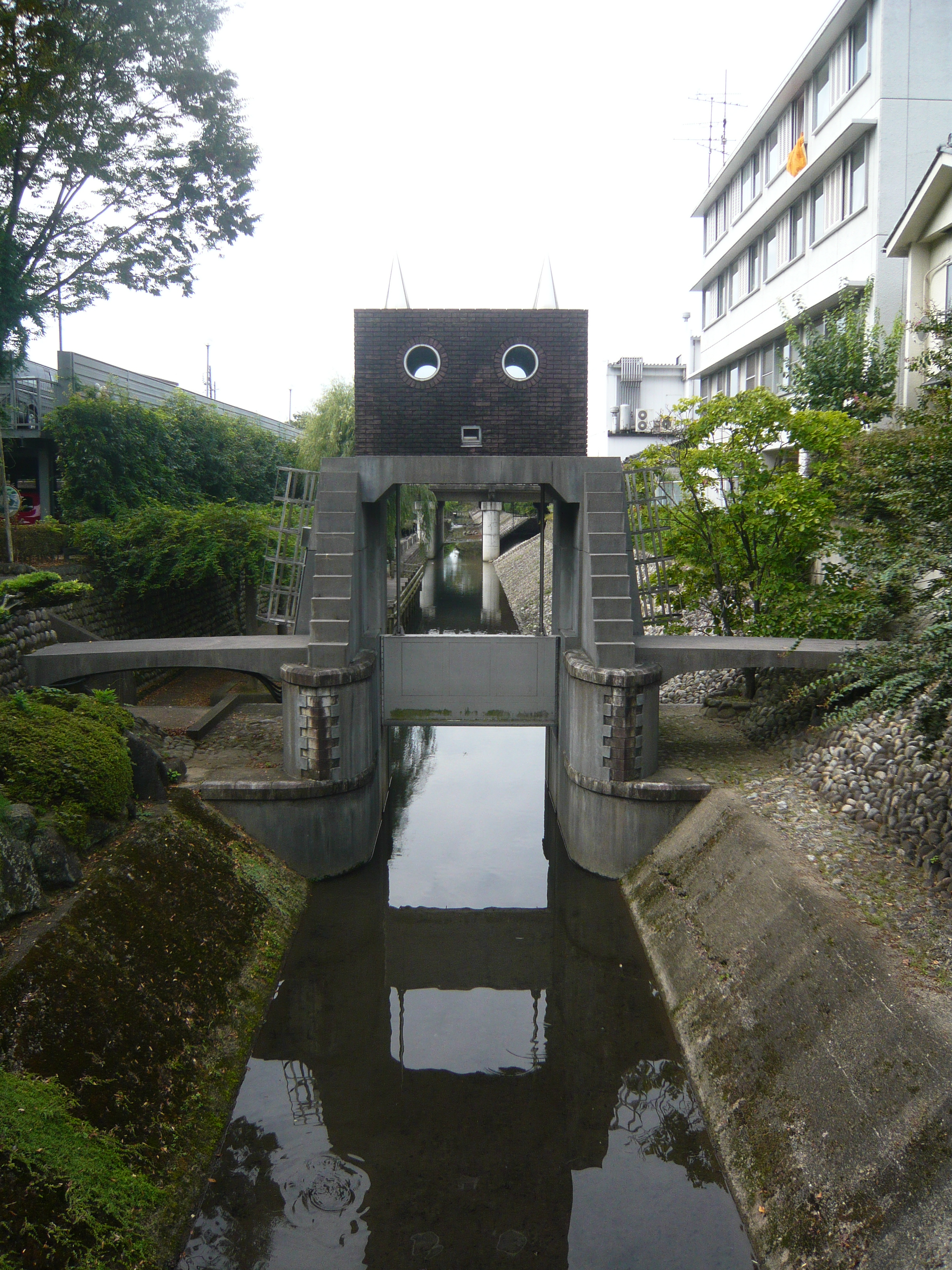
ロボット水門

湊コミュニティ水路（みなとコミュニティすいろ）は、岐阜県岐阜市にある長良川の清流を引き込んだ忠節用水放水路の岐阜公園近辺の水路沿いを散歩道として整備した水辺の施設である。1987年から1988年にかけて施工された。放水路の流路延長は330m。
岐阜公園中心部と日中友好庭園の間に位置し、生物が棲めるように配慮した用水構造、四季折々の植物が楽しめる植栽などが施されている。

## ロボット水門
忠節用水分水樋門といい、忠節用水から放水路への分岐部下流に設けられているスルースゲート式水門で、1932年に設置された。高さ9.5m、幅5.7m。建造当初、忠節用水の余った水を再び長良川に戻し用水の水量を調節するために造られた。現在は当初の役割を終え、岐阜県近代化遺産になっている。なお外観は一部改修されている。湊コミュニティ水路の象徴的建造物で、外観がロボットの風貌に似ている事からこの名で呼ばれる。なお忠節用水にある忠節用水第1樋門もロボットに似た外観となっている。

## アクセス
- JR岐阜駅または名鉄岐阜駅からバス15分「岐阜公園歴史博物館前」下車、徒歩1分。
- 「岐阜バス長良・さぎ山まわり」「高富」行などの長良橋経由路線付近に2ヶ所、市営の駐車場があり、有料で利用できる。